# 596 (číslo)
Pět set devadesát šest je přirozené číslo. Následuje po čísle pět set devadesát pět a předchází číslu pět set devadesát sedm. Římskými číslicemi se zapisuje DXCVI a řeckými číslicemi φϟς.

## Matematika
596 je:
- Deficientní číslo
- Složené číslo
- Nešťastné číslo

## Astronomie
- (596) Scheila je planetka hlavního pásu, kterou objevil v roce 1906 August Kopff

## Ostatní
- +596 je mezinárodní telefonní předvolba Martiniku

## Roky
- 596
- 596 př. n. l.